# 孟漢娜
《孟漢娜》是齣美國青少年情境喜劇，由麥可·波爾耶斯、瑞奇·寇瑞爾和貝瑞·奧布賴恩開創，從2006年3月24日至2011年1月16日在迪士尼頻道播出4季。故事圍繞過著雙重生活的少女麥莉·史都華（麥莉·希拉飾），她的另個身份是當紅流行歌手孟漢娜，這樣做就能夠保持匿名，讓麥莉像個過著正常生活的典型青少年。劇集講述麥莉日常應對社會和青春期帶來的個人問題，更需保持配戴金色假髮來維護神秘身份這個額外錯綜複雜的情況。哥哥傑克森（杰森·艾尔飾）、父親羅比·雷（比利·雷·赛勒斯飾）、好朋友莉莉·特斯卡（艾蜜莉·奧斯蒙飾）和奧立佛·歐肯（米切尔·莫索飾）由於和麥莉關係密切，因而都知道她的秘密。《孟漢娜》的首要主題是家庭、友情、音樂的重要性和尋找自我身份。
華特迪士尼公司在《歌舞青春》等迪士尼頻道過去以音樂為基礎的系列影集取得成功後，開始安排製作該劇。《孟漢娜》由大笑製作和麥可·波爾耶斯製作聯合製作，於2006年3月24日在迪士尼頻道首播。劇集相關的演唱會電影《孟漢娜和麥莉立體演唱會：兩全其美的世界》於2008年上映，麥莉·希拉飾演孟漢娜和她自己。隔年長片《孟漢娜電影版》上映。這部劇於2011年1月16日完結，原因是希拉越來越受歡迎、追求音樂事業和希望飾演更成熟的角色。
《孟漢娜》是迪士尼頻道商業成績最好的系列影集。這部劇在美國有線電視的收視率一直保持高度，這也延伸了節目的周邊商品、原聲帶專輯和巡迴演唱會。然而，劇評人十分討厭該劇對性別角色的刻劃以及刻板印象。《孟漢娜》開展了希拉的音樂事業，也讓她躍身為青少年偶像，但隨著希拉的公眾形象越來越具有挑逗性，評論批評《孟漢娜》對觀眾有負面影響。該劇從2007至2010年四度入圍黃金時段艾美獎最佳兒童節目，而希拉於2008年拿下青年藝術家獎最佳電視劇年輕女主角。

## 故事線

### 故事與角色

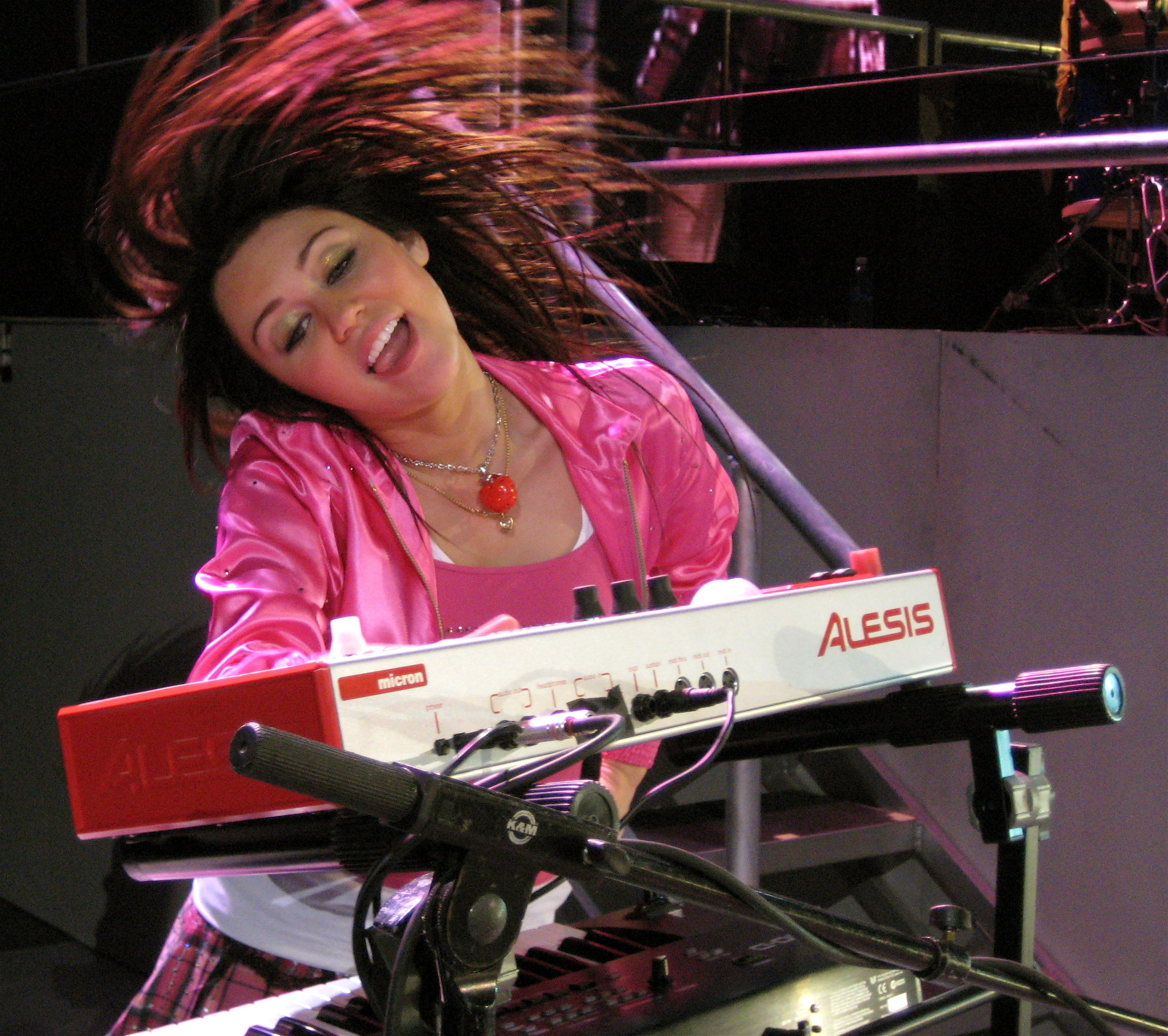
麥莉·希拉，攝於2008年，為該四季劇集的主角

14歲中學生麥莉·史都華過著平凡的生活，但她有個秘密身份是流行歌手孟漢娜，使用別名是能夠遠離閃光燈，擁有自己的私生活。她為了掩藏自己的真實身份，當身為孟漢娜時會配戴金色假髮。麥莉的父親羅比·雷·史都華是名紅極一時的鄉村歌手，妻子過世後就引退專注於養育麥莉和她哥哥傑森。全家在劇集開始時就從田納西州搬到加州马里布來便於麥莉追求音樂事業，而羅比雷則是她的經理人。同學們都是孟漢娜的粉絲，所以麥莉常常試圖想爆出自己的秘密來享受眾星捧月的感覺。麥莉在試播集中向最好的朋友莉莉·特斯卡袒露有關分身的真相，而莉莉在第一季用別名蘿拉·拉芳達來保護麥莉的秘密。麥莉後來也向密友奧利弗·奧肯講了這個秘密，讓他和莉莉成為她唯二信任的同學，而歐肯使用別名麥克·史坦利三世。傑森在海邊餐廳為利柯工作，兩人也是節目支線的常客。麥莉和朋友在第二季開頭就升上高中，莉莉和奧立佛也開始談戀愛。
在第三季結尾，麥莉想念家鄉田納西州，於是把她的馬藍戰士接回加州。然而這匹馬到加州後水土不服，麥莉開始考慮永遠呆在家鄉。史都華一家只好讓步，於是將马里布的房子搬到附近的牧場。麥莉在第四季發現維持雙重身份會添加額外的困難，讓她難以跟莉莉一起升上大學。麥莉必須選擇是繼續做孟漢娜，還是洩露這個秘密。最後，她在上大學前展示了自己的真實身份，並得處理這個決定帶來的影響。麥莉·史都華將名人身份和之前的私人身份融合一起，以新生明星的狀態步入成年。

### 主題

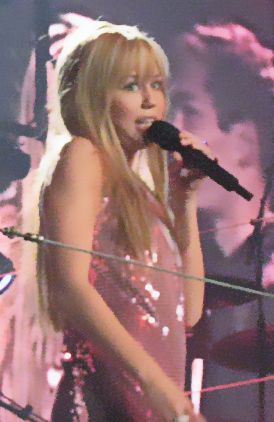
麥莉·希拉飾演汉娜·蒙塔娜，這個形象用金色假髮識別

影集的主要衝突是麥莉·史都華公眾和私人生活之間的脫節，她必須花長時間來確保自己過得像正常少女和保護她與朋友之間的友誼。她認為自己的核心身份就「只是麥莉」，並奮力保護自我意識。試播集顯示出麥莉害怕朋友得知她是名人後，可能不再以同樣的方式對待自己，由此友情和學校的社交機會對她來說很重要。《紐約時報》的雅克·斯坦伯格（Jacques Steinberg）表示該劇揭露了名氣不應與現實生活混淆，而忠實自我才能獲得幸福。雜誌《名人研究》（Celebrity Studies）的梅蘭妮·肯尼迪（Melanie Kennedy）指出麥莉在成為名人的同時得學會保持「真實自我」，而《女性研究季刊》的泰勒·比克福德（Tyler Bickford）觀察到主題曲「歌頌真實」，同時強調名人生活方式的好處。《女性主義媒介研究》（Feminist Media Studies）的摩根·吉納維芙·布魯（Morgan Genevieve Blue）因為麥莉分身的示眾本質，而將《孟漢娜》和其他有關秘密身份的節目區分開來。
劇集開創人麥可·波爾耶斯表示自己目標不是專注在華而不實的東西，而是創作角色和關係，探討麥莉面臨的真實問題，以及她明星的生活方式如何影響到其他角色。雖然麥莉向密友袒露心聲，但還是很大程度上持續隱藏自己的身份，因為對她來說，公開姓名就等於失去青春。當她向世人公佈自己的真實身份，也象徵著童年結束。整劇最後幾集反映出麥莉告別分身的躊躇。
肯尼迪覺得《孟漢娜》將「成為明星」和「成長過程的女性」同等化，並教會年輕女生投入名人文化的感知重要性，這也強化和正常化年輕人成名的願望。比克福德表示該劇討論了公共屬性和消費主義。麥莉和最好的朋友莉莉體現了友情也是這部劇的重要主題。當麥莉在試播集告訴莉莉自己的隱藏角色時，莉莉承諾不會向任何人洩露這個秘密。比克福德因此稱這段關係是劇集「充滿憂慮」和「高度重要」的核心，反映最好的友情是構成童年的重要元素。

## 製作

### 籌拍
2000年代初，華特迪士尼公司的付費電視聯播網迪士尼頻道為前青少年期觀眾提供原創音樂節目的模式十分成功。女團花豹少女隊因同名電視電影走紅，電影之外的作品也很暢銷，而的音樂也用來交叉宣傳影集《莉琪的異想世界》。迪士尼贊助聯播網舉辦的音樂會，並利用花豹少女隊和朵芙的才華來建立品牌，而迪士尼國際頻道的主席蓋瑞·馬胥稱《莉琪的異想世界》是「首度成功」，於是聯播網相信新劇《孟漢娜》可以用相似的營銷方式。迪士尼頻道早年喜劇《天才魔女》和帶有歌舞的分集成績也很不錯。Hollywood.com表示該節目可以囊括音樂，來承接迪士尼電視電影《歌舞青春》的成功。這部情境喜劇在《歌舞青春》上映兩個月後首播。《孟漢娜》的概念是「臨時選角」，意味著這部劇的主角如果沒有合適的演員就不會拍。這部作品於2004年向大眾公開，拍攝試播集的選角廣告也於2005年1月發佈。
2005年8月，迪士尼頻道允許開拍全新的半小時情境喜劇《孟漢娜》。劇集第一季最初只訂購20集，但後來又安排多加6集。這部劇由過去曾與迪士尼頻道共同創作和製作《活寶家族》的波爾耶斯開發。波爾耶斯、瑞奇·寇瑞爾和貝瑞·奧布賴恩共同開創這檔節目，而史蒂芬·彼得曼與波爾耶斯一起擔任執行製作。迪士尼將《孟漢娜》從試播集慢慢推進到一部劇，來緊貼聯播網在2004至2005年試播季曾考慮製作的《莉琪的異想世界》外傳。主要演員於2005年8月全數加入，同年11月開展首季剩餘分集的拍攝。大笑製作和聯播網聯合製作這檔節目。迪士尼國際頻道的前主席里奇·羅斯表示該劇的概念符合典型迪士尼頻道的公式：「在特殊情況下的凡夫俗子」。《孟漢娜》主要針對前青少年期的女性觀眾，然而家庭情境喜劇的結構讓影集擁有更廣泛的吸引力。

### 選角
節目和主要演員於2005年8月公之於眾，麥莉·希拉將會飾演中心人物麥莉·史都華。當時11歲的希拉從經紀人那裡收到劇本後，與超過千人競選當時名為克洛伊·史都華（Chloe Stewart）的主角。她因為太年輕而落選，馬胥則認為其缺乏演戲經驗。希拉收到結果後堅持給製作人發更多的試鏡帶。馬胥在六個月的進一步選角後叫12歲的麥莉重新來試鏡，並得到史都華這個角色。波爾耶斯後來表示青睞麥莉而不是其他更符合製作人起初想法的「安全」人選，馬胥是主要推手。希拉入選後，角色名字改稱麥莉·史都華，來讓節目角色和故事線不那麼混淆。聯播網高層稱她的自信、笑點和「沙啞」歌聲是入選原因。2006年，《時代》評論迪士尼通常會選擇有潛力成為當紅明星的演員，而希拉也可能經歷這個過程。
希拉父親比利·雷·赛勒斯飾演麥莉的父親羅比·雷·史都華，他是在女兒拿到角色後才被邀請去試鏡。彼得曼稱讚兩人「天生就帶有火花」。比利·雷·赛勒斯最初很擔憂出演本劇，怕「搞砸麥莉演出」，並建議找個「真正的演員」，但後來還是接下角色。
艾蜜莉·奧斯蒙、米切尔·莫索和杰森·艾尔分別在影集飾演莉莉·特斯卡、奧立佛·歐肯和哥哥傑森·史都華。莫伊塞斯·阿里亚斯詮釋的利柯在第一季是配角，但在第二季提升到常駐角色。莫索因出演姐妹頻道迪士尼XD開發的《王牌兄弟》，聯播網於是在第四季將他出演的奧立佛定为常設角色。
薇姬·劳伦斯、和強納斯兄弟等人都有客串此劇。飾演麥莉去世的母親，劇中她通常在夢境提供建議。歌手是希拉真實的教母，她在影集會時不時出演麥莉的教母桃莉姑姑。巴頓表示希拉說服高層將她寫進這部劇，並認為這個角色讓她開始受年輕人歡迎。最後一季從音樂人雪瑞兒·可洛和Iyaz，到演員、和安格斯·T·琼斯，再到電視名人、和凯莉·蕾帕都有客串。

### 音樂

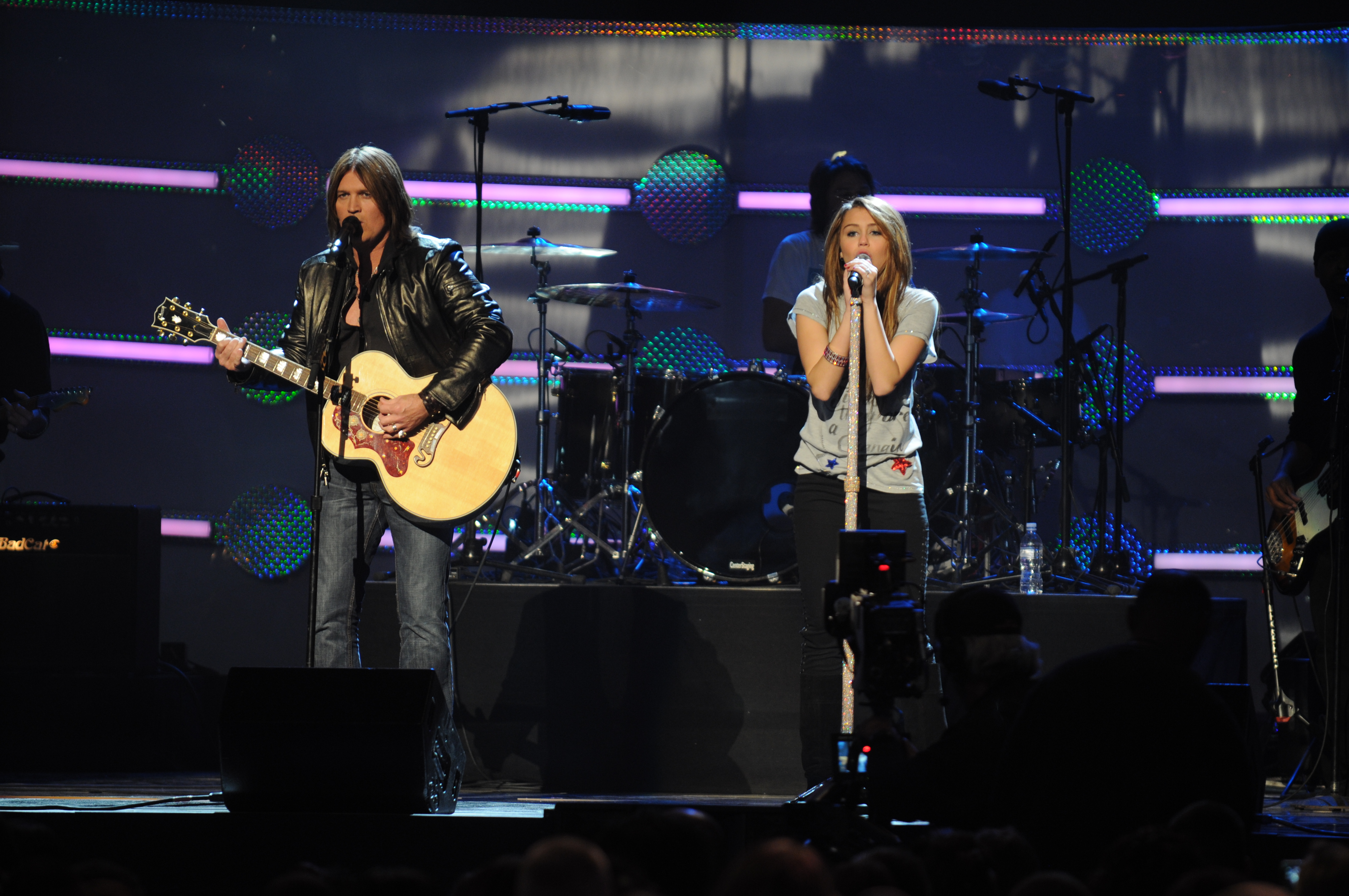
麥莉·希拉和比利·雷·赛勒斯在2009年演唱會表演〈準備好了嗎？別走〉

《孟漢娜》包括原創音樂，迪士尼也發行了收錄這部劇歌曲的專輯。麥莉·希拉扮演孟漢娜並演唱影集的主題曲〈兩個世界好精采〉。原聲帶於2006年6月計劃在下半年釋出，緊隨其後的是隔年希拉的首張錄音室專輯。原聲帶專輯《孟漢娜》於同年10月發行，歌曲有許多歌詞間接提到節目的故事線和麥莉·史都華的秘密身份。詞曲作家馬修·杰拉爾德原來就有意將節目的故事線放進歌詞裏，另一個主要創作人珍妮·盧瑞爾（Jeannie Lurie）則解釋對他們團隊來說，捕捉角色在每首歌歌詞表達出來的聲音和感受十分重要。原聲帶專輯《孟漢娜2：遇見麥莉》、《孟漢娜3》和《孟漢娜4：永不落幕》的發行日期都與它們各自的季別相吻合。歌詞的主題之後變得更加成熟，並呈現出劇中像是戀愛的故事情節。
節目的音樂風格涵蓋青少年流行、流行搖滾和鄉村流行。迪士尼頻道音樂的執行長史蒂夫·樊尚（Steve Vincent）曾參與《花豹少女隊》和《歌舞青春》，並幫助制定這些作品的音色。樊尚從鄉村流行藝人仙妮亞·唐恩和以及等流行藝人收集靈感，來確立孟漢娜的音樂風格。音樂利用原聲吉他、合成器及和聲來變得突出。麥莉入選時比利·雷·赛勒斯創作歌曲〈準備好了嗎？別走〉，後來也用在劇中。創作歌手大衛·阿丘利塔等客串明星也有為影集貢獻歌曲。

### 拍摄
《孟漢娜》每逢星期四和五在日落布朗森製片廠的現場播音室觀眾面前錄製。希拉被要求在片場上學，而奧斯蒙則去上外地的預科學校。希拉拍攝試播集時在格倫代爾中心劇院的演唱會以孟漢娜身份表演，來獲取節目鏡頭。
第二季的製作於2006年11月在加州洛杉磯開展，並於2007年9月殺青。2008年4月，節目續訂第三季，四個月後開始製作，而迪士尼當時已經買下節目第四季的製作權。同年12月，聯播網又訂購了6集，將第三季延長至30集。第三季的拍攝於2009年中旬殺青。
聯播網還拍攝了這部劇的跨界特輯。首部特輯《孟漢娜的天才頂級生活》於2006年7月28日播放，是涵蓋《天才魔女》和的跨劇作品。第二部特輯於2009年7月17日播放，有包含《少年魔法師》和《小查與寇弟的頂級遊輪生活》的片段。

### 結局與對希拉的影響
《孟漢娜》於2009年6月1日續訂第四季。新的集數會有全新的背景，史都華一家從馬里布的房子搬到附近的牧場。比利·雷·希拉表示這會是最後一季，而麥莉·希拉希望劇集的故事能有一個結局。第四季的製作於2010年1月開始，迪士尼同時也確認節目會正式完結。這部劇的結尾計劃於2011年初播出。希拉在最後一季拍攝時說想從這部劇走出來，並表示：「我不能把自己的職業生涯全部賭在這個6歲（的劇集）上」。她穿著孟漢娜奢華又色彩繽紛的衣服時越來越感到不舒服，並認為自己已經「戒掉」。2019年，希拉覺得自己發生性行為後已經成熟到不會再參與這部劇和扮演孟漢娜。最後一季於2010年7月11日首播。

## 集數
| 季數 | 集数 | 集数 | 首播日期      | 首播日期      |
| 季數 | 集数 | 集数 | 首映          | 季终          |
| ---- | ---- | ---- | ------------- | ------------- |
| 1    | 26   | 26   | 2006年3月24日 | 2007年3月30日 |
| 2    | 30   | 30   | 2007年4月23日 | 2008年9月20日 |
| 3    | 30   | 30   | 2008年11月2日 | 2010年3月14日 |
| 4    | 15   | 15   | 2010年7月11日 | 2011年1月16日 |

## 迴響

### 專業評價
比克福德表示《孟漢娜》讓迪士尼重回1990年代歌舞片時期的受歡迎水平，並在聯播網節目《天才魔女》和《莉琪的異想世界》的基礎上繼續發亮。他解釋《孟漢娜》對前青少年期觀眾採用結合電影、電視和流行音樂明星表演的商業模式，更將這個模式與也面向孩童的布蘭妮·斯皮爾斯和超級男孩等1990年代青少年流行藝人作出比較。AllMusic的希瑟·法爾斯（Heather Phares）稱精選歌曲的旋律強而有力，希拉的歌聲充滿魅力。魯森·莫斯-埃爾姆賽德（Ruthann Mayes-Elmasaid）在期刊文章表示《孟漢娜》是檔有益的「泡泡糖」電視節目，劇本將麥莉的口頭禪用「甜玉米粒」來代替髒話，有助鞏固這部劇老少咸宜的魅力。《影音俱樂部》的瑪拉·埃金（Marah Eakin）覺得《孟漢娜》的創作存有缺陷，包括「令人感到焦慮」的罐頭笑聲和刻板印象。
影集因性別角色的描繪和刻板印象而遭到審視。布魯表示這部劇將「少女時代」中關於刻板的女性氣質聯繫起來，她接著解釋主要女性角色麥莉和分身孟漢娜雖被定位在後女性主義主題，但從某種程度上他們的呈現只流於名人和消費主義的概念。比克福德詮釋主題曲〈兩個世界好精采〉是表達麥莉在相互矛盾的身份之間作出抉擇，表示這「就像選擇一雙鞋子一樣簡單」，而且角色因爲就像擁有多雙鞋子般擁有多種身份而持有特權。布魯指出麥莉的名人身份所帶來的財務安全和寬敞房子直接影響到她的「正常生活」十分矛盾，並建議麥莉應該給家人財物上的支持。莫斯-埃爾姆賽德批評麥莉被描繪成「笨蛋」而不是「強壯、工作取向的女孩」，而布魯表示莉莉則被描繪成個不支持麥莉身上女性氣質的假小子。
提森·皮尤（Tison Pugh）在《美國家庭情境喜劇的酷兒幻想》（The Queer Fantasies of the American Family Sitcom）一書中分析《孟漢娜》角色裏所呈現的微妙性化，例如傑森的女友錫安娜是名比基尼模特。雪莉·斯坦伯格（Shirley Steinberg）在期刊文章舉例麥莉雖謹守貞操，但竟然穿著人格物化的服裝。莫斯-埃爾姆賽德表示像強納斯兄弟這樣的客串明星是迪士尼引入來增加少女的收視率。皮尤稱這檔節目模糊了虛構和現實的差異，像是角色麥莉·史都華和麥莉·希拉有相似之處、羅比·雷·史都華和比利·雷·希拉很難分出差別，以及巴頓和強納斯兄弟等客串名人都扮演自己。甘迺迪補充雷諾和他的真實談話節目的友情出演讓麥莉更像身處在「真實生活」，這樣更容易與希拉混淆。皮尤解釋麥莉呈現為一個真實又討人喜愛的角色是主要的營銷策略，這能讓希拉與《孟漢娜》品牌緊緊相連。莫斯-埃爾姆賽德則詳細解釋迪士尼向消費者出售當時16歲的希拉是「流行文化賣淫的形式」。布魯更注意到虛構角色和希拉的世界存有交點。
第二季分集〈我們是為你好〉（"No Sugar, Sugar"）原訂於2008年11月2日在美國播出，但主題內容遭到投訴而被腰斬。這一集講述奧立佛在網上診斷自己患有，觀眾表示這提供了病症的錯誤信息。部分觀眾認為知識匱乏的孩童可能會跟隨這一集的健康信息，但也有觀眾稱讚其主題是接受和支持糖尿病患者。聯播網為了修改此集，於是諮詢糖尿病研究供資組織JDRF和拍攝新戲份，新版本〈我們是為你好〉（"Uptight (Oliver's Alright)"）於2009年9月20日在第三季播出。

### 美國收視率
《孟漢娜》系列於2006年3月24日首映，來引入《歌舞青春》的重播，共有540萬觀眾收看。這是截至2006年迪士尼頻道歷史上收視率最高的首映分集。到2006年4月，《孟漢娜》每集平均超過350萬名觀眾，年紀大多坐落於6至14歲。這部劇收視最高的分集是於2007年8月17日首播的〈我和強納斯兄弟〉，為《歌舞青春2》首映的導出集，共有1070萬觀眾收看。
| 季數 | 集數 | 首映          | 首映          | 季終           | 季終          | 平均 收視人数 （百萬） |
| 季數 | 集數 | 日期          | 收視 （百萬） | 日期           | 收視 （百萬） | 平均 收視人数 （百萬） |
| ---- | ---- | ------------- | ------------- | -------------- | ------------- | ---------------------- |
| 1    | 26   | 2006年3月24日 | 5.4           | 2007年3月30日  | 4.8           | 4.04                   |
| 2    | 29   | 2007年4月23日 | 3.5           | 2008年10月12日 | 4.4           | 4.74                   |
| 3    | 30   | 2008年11月2日 | 5.5           | 2010年3月14日  | 7.6           | 4.75                   |
| 4    | 13   | 2010年7月11日 | 5.7           | 2011年1月16日  | 6.2           | 5.05                   |

### 榮譽
| 機構             | 年份           | 提名人                                                               | 獎項                                 | 結果            | 參考            |
| ---------------- | -------------- | -------------------------------------------------------------------- | ------------------------------------ | --------------- | --------------- |
| 奧提歐斯獎       | 2006           | 卡洛·戈德瓦塞爾（Carol Goldwasser）、霍華德·梅爾策（Howard Meltzer） | 最佳兒童電視系列節目選角             | 提名            | [ 85 ]          |
| 奧提歐斯獎       | 2007           | 卡洛·戈德瓦塞爾（Carol Goldwasser）、霍華德·梅爾策（Howard Meltzer） | 最佳兒童電視系列節目選角             | 獲獎            | [ 86 ]          |
| 奧提歐斯獎       | 2008           | 卡洛·戈德瓦塞爾（Carol Goldwasser）、霍華德·梅爾策（Howard Meltzer） | 最佳兒童電視系列節目選角             | 獲獎            | [ 87 ]          |
| 奧提歐斯獎       | 2009           | 卡洛·戈德瓦塞爾（Carol Goldwasser）、霍華德·梅爾策（Howard Meltzer） | 最佳兒童電視系列節目選角             | 提名            | [ 88 ]          |
| 奧提歐斯獎       | 2010           | 卡洛·戈德瓦塞爾（Carol Goldwasser）、霍華德·梅爾策（Howard Meltzer） | 最佳兒童電視系列節目選角             | 提名            | [ 89 ]          |
| 奧提歐斯獎       | 2011           | 卡洛·戈德瓦塞爾（Carol Goldwasser）、霍華德·梅爾策（Howard Meltzer） | 最佳兒童電視系列節目選角             | 提名            | [ 90 ]          |
| 英國學院兒童獎   | 2008           | 《孟漢娜》                                                           | 英國電影和電視藝術學院兒童票選獎     | 獲獎            | [ 91 ]          |
| 英國學院兒童獎   | 2009           | 《孟漢娜》                                                           | 英國電影和電視藝術學院兒童票選電視獎 | 獲獎            | [ 92 ]          |
| 格雷西奖         | 2008           | 麥莉·希拉                                                            | 最佳兒童及青少年喜劇類女主角         | 獲獎            | [ 93 ]          |
| 格雷西奖         | 2009           | 麥莉·希拉                                                            | 最佳兒童及青少年喜劇類女主角         | 獲獎            | [ 94 ]          |
| 澳洲尼克頻道     | 2008           | 麥莉·希拉                                                            | 最受歡迎國際電視明星                 | 獲獎            | [ 95 ]          |
| 澳洲尼克頻道     | 2008           | 《孟漢娜》                                                           | 最受歡迎喜劇類節目                   | 提名            | [ 96 ]          |
| 澳洲尼克頻道     | 2009           | 麥莉·希拉                                                            | 最受歡迎國際電視明星                 | 提名            | [ 97 ]          |
| 英國尼克頻道     | 2007           | 《孟漢娜》                                                           | 最佳電視節目                         | 提名            | [ 98 ]          |
| 英國尼克頻道     | 2007           | 麥莉·希拉                                                            | 最佳電視女演員                       | 提名            | [ 98 ]          |
| 英國尼克頻道     | 2008           | 《孟漢娜》                                                           | 最受歡迎兒童電視節目                 | 提名            | [ 99 ]          |
| 英國尼克頻道     | 2008           | 麥莉·希拉                                                            | 最受歡迎電視女明星                   | 獲獎            | [ 100 ]         |
| 美國尼克頻道     | 2007           | 麥莉·希拉                                                            | 最受歡迎電視女演員                   | 獲獎            | [ 101 ]         |
| 美國尼克頻道     | 2008           | 《孟漢娜》                                                           | 最受歡迎電視節目                     | 提名            | [ 102 ] [ 103 ] |
| 美國尼克頻道     | 2008           | 麥莉·希拉                                                            | 最受歡迎電視女演員                   | 獲獎            | [ 102 ] [ 103 ] |
| 美國尼克頻道     | 2009           | 《孟漢娜》                                                           | 最受歡迎電視節目                     | 提名            | [ 104 ]         |
| 美國尼克頻道     | 2009           | 麥莉·希拉                                                            | 最受歡迎電視女演員                   | 提名            | [ 104 ]         |
| 美國尼克頻道     | 2010           | 麥莉·希拉                                                            | 最受歡迎電視女演員                   | 提名            | [ 105 ]         |
| 美國尼克頻道     | 2011           | 麥莉·希拉                                                            | 最受歡迎電視女演員                   | 提名            | [ 106 ]         |
| 黃金時段艾美獎   | 2007           | 《孟漢娜》                                                           | 最佳兒童節目                         | 提名            | [ 107 ]         |
| 黃金時段艾美獎   | 2008           | 《孟漢娜》                                                           | 最佳兒童節目                         | 提名            | [ 108 ]         |
| 黃金時段艾美獎   | 2009           | 《孟漢娜》                                                           | 最佳兒童節目                         | 提名            | [ 109 ]         |
| 黃金時段艾美獎   | 2010           | 《孟漢娜》                                                           | 最佳兒童節目                         | 提名            | [ 110 ]         |
|                  | 2007           | 麥莉·希拉                                                            | 最佳喜劇電視女演員                   | 獲獎            | [ 111 ]         |
| 《孟漢娜》       | 2007           | 最佳喜劇劇集                                                         | 獲獎                                 |                 | [ 111 ]         |
| 2008             | 麥莉·希拉      | 最佳喜劇電視女演員                                                   | 獲獎                                 | [ 112 ]         |                 |
| 2008             | 《孟漢娜》     | 最佳喜劇劇集                                                         | 獲獎                                 | [ 112 ]         |                 |
| 2009             | 麥莉·希拉      | 最佳喜劇電視女演員                                                   | 獲獎                                 | [ 113 ] [ 114 ] |                 |
| 2009             | 艾蜜莉·奧斯蒙  | 最佳電視副手                                                         | 獲獎                                 | [ 113 ] [ 114 ] |                 |
| 2009             | 比利·雷·赛勒斯 | 最佳电视家長單元                                                     | 獲獎                                 | [ 113 ] [ 114 ] |                 |
| 2009             | 《孟漢娜》     | 最佳喜劇劇集                                                         | 獲獎                                 | [ 113 ] [ 114 ] |                 |
| 2011             | 麥莉·希拉      | 最佳喜劇電視女演員                                                   | 提名                                 | [ 115 ]         |                 |
| 電視評論家協會獎 | 2008           | 《孟漢娜》                                                           | 最佳青年類節目                       | 提名            | [ 116 ]         |
| 青年艺术家奖     | 2007           | 麥莉·希拉                                                            | 最佳喜劇或戲劇類電視年輕女主角       | 提名            | [ 117 ]         |
| 青年艺术家奖     | 2007           | 艾蜜莉·奧斯蒙                                                        | 最佳喜劇或戲劇類電視年輕女配角       | 提名            | [ 117 ]         |
| 青年艺术家奖     | 2007           | 寇帝·林利                                                            | 最佳電視劇年輕常設男演員             | 提名            | [ 117 ]         |
| 青年艺术家奖     | 2007           | 摩根·约克                                                            | 最佳電視劇年輕常設女演員             | 提名            | [ 117 ]         |
| 青年艺术家奖     | 2008           | 麥莉·希拉                                                            | 最佳喜劇或戲劇類電視年輕女主角       | 獲獎            | [ 118 ]         |
| 青年艺术家奖     | 2008           | 瑞恩·纽曼                                                            | 最佳電視劇年輕常設女演員             | 提名            | [ 118 ]         |
| 青年艺术家奖     | 2008           | 麥莉·希拉、艾蜜莉·奧斯蒙、米切尔·莫索、莫伊塞斯·阿里亚斯、寇帝·林利  | 最佳電視劇年輕群戲                   | 提名            | [ 118 ]         |
| 青年艺术家奖     | 2008           | 《孟漢娜》                                                           | 最佳家庭電視劇                       | 獲獎            | [ 118 ]         |
| 青年艺术家奖     | 2009           | 麥莉·希拉                                                            | 最佳喜劇或戲劇類電視年輕女主角       | 提名            | [ 119 ]         |
| 青年艺术家奖     | 2009           | 莫伊塞斯·阿里亚斯                                                    | 最佳喜劇或戲劇類電視年輕男配角       | 提名            | [ 119 ]         |
| 青年艺术家奖     | 2009           | 艾蜜莉·奧斯蒙                                                        | 最佳喜劇或戲劇類電視年輕女配角       | 提名            | [ 119 ]         |
| 青年艺术家奖     | 2010           | 麥莉·希拉                                                            | 最佳喜劇或戲劇類電視年輕女主角       | 提名            | [ 120 ]         |
| 青年艺术家奖     | 2010           | 纳特·哈特雷（Nate Hartley）                                          | 最佳電視劇14歲以上年輕客串演員       | 獲獎            | [ 120 ]         |
| 青年艺术家奖     | 2011           | 大卫·布里斯（David Burrus）                                          | 最佳電視劇11至13歲年輕客串演員       | 提名            | [ 121 ]         |
| 青年艺术家奖     | 2011           | 瑪麗-查爾斯·瓊斯（Mary-Charles Jones）                               | 最佳電視劇10歲以下年輕客串演員       | 提名            | [ 121 ]         |

## 爭議

### 希拉公眾形象
2008年，馬胥表示希拉在聯播網出演時要保持健康的公眾形象十分重要，並說：「讓麥莉·希拉成為個『好女孩』如今對她來說是個商業決定」。然而隨著《孟漢娜》的播放，希拉的形象越來越具有挑逗性，這部劇也似乎對年輕觀眾產生負面影響而慘遭批評。皮尤寫影集是希拉「充滿爭議地過渡到性挑逗者」的自然附屬物。希拉隔年在表演充滿誘惑的鋼管舞，後來辯稱「歌曲和表演恰如其分」，迪士尼代表則沒有作出任何評論。她在2010年〈無法擋〉的音樂錄影帶持續維持令人遐想連篇的形象。翌年，《JSYK》一項由兒童投票的民意調查中，希拉是影響最差的明星，原因是此前她18歲吸食致幻植物墨西哥鼠尾草的視頻流出。期刊《煙草控制》表示希拉這個高風險的行為是粉絲如何看待她處事的「轉淚點」。影集播完後，麥莉的公眾形象越發挑逗和性感。家長電視委員會的梅麗莎·漢森（Melissa Henson）在2013年MTV音乐录像带大奖希拉有爭議的演出後表示，由於這名歌手性張力的舞台人設，家長將不願意給孩子看《孟漢娜》。
比利·雷·希拉指責這檔節目讓他的家人受到傷害和導致麥莉的行為難以預見。麥莉·希拉則於2013年表達對自己在節目的過去感到不快，表示想鎮壓自己以前的音樂，並重新建立更成熟的音樂生涯。希拉直到2019年依舊覺得自己在公司出演期間有人將她視為「迪士尼吉祥物」而非真人，但表示很自豪能參與這部劇，更稱她願意再詮釋孟漢娜。2021年，希拉發現很難將自己與孟漢娜的形象區分開來。

### 法律訴訟
電視編劇巴迪·謝菲爾德宣稱自己在2001年向迪士尼頻道提出電視劇《洛克與羅蘭》（Rock and Roland）的想法，主要圍繞一名初中生私下過著搖滾巨星的雙重生活。先前的提案沒有通過，於是謝菲爾德在2007年8月以他的議案和《孟漢娜》的相似性控告聯播網。訴訟稱謝菲爾德被拖欠數百萬美元的賠償金。案件原定2008年8月開審，但之前已私下和解。
2010年4月，寇瑞爾和奧布賴恩就影集的利潤向迪士尼頻道提出訴訟，並要求賠償500萬美元。兩人指責就美國西部編劇工會對創作者的要求而被拒絕收取利潤。執導節目多集的寇瑞爾進一步指控因他對仲裁作證，遭到迪士尼不公平的解僱。據報道，仲裁員於2016年發現這部特許經銷權少報了1800萬美元，但仍在以2400萬美元的赤字運作，所以沒有拖欠任何報酬。兩人將案件帶去公開法庭，聲稱受到仲裁員的偏見，然而推翻裁決的請求於2018年遭到否決。波爾耶斯於2008年10月曾提出相同訴訟，但最終得到解決。

## 其他媒體

### 電影
2008年，華特迪士尼影業發行演唱會電影《孟漢娜和麥莉立體演唱會：兩全其美的世界》，以3D形式在有限影院上映。影片由希拉在2007至2008年兩全其美世界巡迴上詮釋自己和孟漢娜的鏡頭所構成，在全球拿下7060萬美元的票房。現場演出的原聲帶專輯《3D立體演唱會原音精選》於2008年4月發行。
希拉於2007年報告電視劇改編成院線長片的計劃已經開展，並想在她的家鄉田納西州纳什维尔拍攝。影片於2008年4月在洛杉磯和纳什维尔開始製作。《孟漢娜電影版》原定在2009年5月1日上映，之後提前到4月10日。這部電影由執導，講述孟漢娜的人氣開始掌控麥莉的人生，全球票房共進帳1億6920萬美元。同名原聲帶專輯於2009年3月發行。

### 周邊
2006年12月，迪士尼發佈首批《孟漢娜》周邊，包括服飾、珠寶、玩具和玩偶，而服飾系列複製了孟漢娜在這部劇身穿的衣服。劇集還開發一系列電子遊戲，首款電玩《孟漢娜》於2006年10月5日在任天堂DS發行。2008年2月，《孟漢娜》品牌系列收益不錯，迪士尼因此召開「80人、全平台的國際會議」來討論其未來。迪士尼向股東提供的2008年度報告列出此品牌為公司增長有主要作用。MSNBC估計《孟漢娜》品牌系列在2008年底價值10億美元。這檔節目是迪士尼頻道是商業性最成功的經銷權影集。

### 可能的衍生劇
2011年，比利·雷·希拉曾表示想製作前傳。《好萊塢生活》於2020年報導稱迪士尼+在討論可能會製作麥莉·史都華當流行歌手成名的前傳，並打算找另名童星來飾演史都華。比利·雷·希拉再次表示自己願意參與，但有報導稱麥莉·希拉沒有興趣。

## 外部連結
- 互联网电影数据库（IMDb）上《孟漢娜》的资料（英文）
- 孟漢娜 在电视指南